# Leopold Cafe
Le Leopold Cafe est un grand restaurant populaire à Bombay, en Inde, fondé en 1871. C'était initialement un Irani café (en), genre de café typique de la ville, tenu par des zoroastriens iraniens (les Irani).

## Histoire
Situé en face de la station de police de Colaba, il a été l'une des cibles des attaques à Bombay du 26 au 29 novembre 2008. Le restaurant a été lourdement endommagé au cours de ces attaques. Des hommes armés ont criblé le restaurant de balles et il y avait des taches de sang sur le sol ainsi que des chaussures laissées par les clients qui fuyaient.
Le café a rouvert quatre jours après l'attaque, mais a été refermé au bout de quelques heures par la police pour des raisons de sécurité devant la foule inattendue qui s'y rassemblait. Il a finalement rouvert le jour suivant.
C'est un des lieux de l'action du best seller Shantaram de Gregory David Roberts.